# 蒙莫罗-圣西巴尔
蒙莫罗-圣西巴尔（法語：Montmoreau-Saint-Cybard，法語發音：[mɔ̃mɔʁo sɛ̃ sibaʁ]）是法国夏朗德省的一个旧市镇，位于该省南部，属于昂古莱姆区。蒙莫罗-圣西巴尔于1966年由原市镇蒙莫罗（Montmoreau）和圣西巴尔（Saint-Cybard）合并而成。2017年1月1日，蒙莫罗-圣西巴尔和相邻的另外4个市镇合并为新市镇蒙莫罗（Montmoreau，采用了原市镇蒙莫罗的名字），蒙莫罗-圣西巴尔为政府驻地。

## 地理
蒙莫罗-圣西巴尔（45°23'56"N, 0°7'51"E）面积12 平方千米，位于法国新阿基坦大区夏朗德省，该省份为法国西部内陆省份，北起德塞夫勒省和维埃纳省，东临上维埃纳省，东南至多尔多涅省，南至多爾多涅省，西接滨海夏朗德省。
与蒙莫罗-圣西巴尔接壤的市镇（或旧市镇、城区）包括：艾涅和皮佩鲁、佩里尼亚克、圣厄特罗普、圣洛朗德贝尔扎戈、圣阿芒德蒙莫罗。
蒙莫罗-圣西巴尔的时区为UTC+01:00、UTC+02:00（夏令时）。

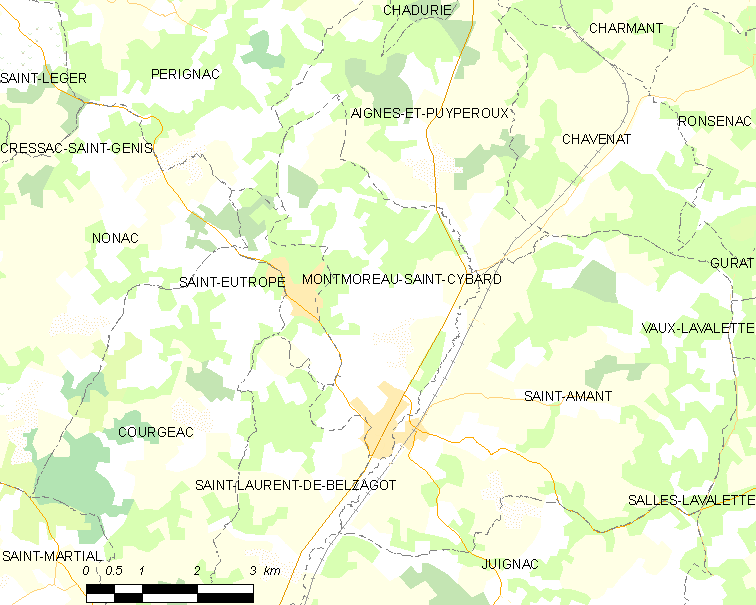
蒙莫罗-圣西巴尔的OSM定位图

## 行政
蒙莫罗-圣西巴尔的邮政编码为16190，INSEE市镇编码为16230。

## 政治
蒙莫罗-圣西巴尔所属的省级选区为蒂德-拉瓦莱特县。

## 人口

1962-2008年间蒙莫罗-圣西巴尔人口变化图示

蒙莫罗-圣西巴尔于2018年1月1日时的人口数量为1082人。